# Rhinogobius nagoyae formosanus
Rhinogobius nagoyae formosanus is een ondersoort van de straalvinnige vissen uit de familie van de grondels (Gobiidae). De wetenschappelijke naam van de soort is voor het eerst geldig gepubliceerd in 1919 door Oshima.